# Takayuki Isobe
Takeyuki Isobe (磯辺 隆之, Isobe Takeyuki, né le 1er juin 1959) est un athlète japonais, spécialiste du 400 mètres.

## Biographie
Il remporte la médaille d'or du 400 mètres lors des championnats d'Asie 1981, à Séoul, dans le temps de 46 s 72.

### Palmarès
| Date | Compétition         | Lieu  | Résultat | Épreuve | Performance |
| ---- | ------------------- | ----- | -------- | ------- | ----------- |
| 1981 | Championnats d'Asie | Séoul | 1er      | 400 m   | 46 s 72     |

### Records
| Épreuve | Performance | Lieu | Date             |
| ------- | ----------- | ---- | ---------------- |
| 400 m   | 47 s 71     | Rome | 5 septembre 1981 |